# インパラ
インパラ（Aepyceros melampus）は、ウシ科に分類される偶蹄類に分類される哺乳類である。インパラのみで、インパラ属を構成する。

## 分布

### A. m. melampusケープインパラ
本種はアフリカ大陸の南東部に広く分布する。例えば、ウガンダ、ケニア、ザンビア、ジンバブエ、タンザニア、ボツワナ、マラウイ、南アフリカ共和国、モザンビーク、ルワンダといった地域である。

### A. m. petersiアンゴラインパラ
本種はアフリカ大陸南部の限られた地域にしかいない。棲息地として、アンゴラ南西部、ナミビア北西部が知られる。

## 形態
体長は120から160センチメートル。肩高は70から95センチメートル。体重は40から80キログラム。尾長は30から45センチメートルで、尾の先端のみ体毛が房状に伸長する。背面や上半身の体側面の毛衣は赤褐色で、下半身の体側面や四肢背面の毛衣は黄褐色である。下顎や喉、胸部から腹部、大腿部の内側の毛衣は白い。大腿部後部や尾背面に黒い縞模様が入り、後肢の蹄の上部後面に黒い房状の体毛が有る。また、後肢の管骨後部には、臭腺（中足腺）を持つ。
耳介は先端が尖っている。吻端は体毛で被われ、裸出した板状の皮膚（鼻鏡）が無い。左右の第3指趾と第4指趾の蹄（主蹄）が、皮膚で連結されている。第2指趾と第5指趾の蹄（側蹄）は無い。
オスにのみ竪琴形の洞角が有る。角長は91センチメートルに達する。
- A. m. petersi　アンゴラインパラ

顔の中央に黒褐色の斑紋が入る。

## 分類
インパラはかつてブルーバック亜科に分類されてきた。しかし、分子系統学の見地より、独自のインパラ亜科に分類し直された。
インパラを6つの亜種に分ける説も有るが、分布の境界線や形態などの定義は不明瞭であり、あまり解明されていない。
- Aepyceros melampus melampus　(Lichtenstein, 1812年)　ケープインパラ
- Aepyceros melampus petersi　Bocage, 1878年　アンゴラインパラ、カオグロインパラ

## 生態
水辺のサバンナや落葉樹林などに棲息する。乾季になると多くの場合で30頭から50頭程度の群れを形成し、食物を求めて放浪する。
天敵としては、例えばライオン、チーター、ヒョウ、ハイエナ、リカオンなどのように、広範囲を移動して狩りを行う肉食の哺乳類が挙げられる。そのような肉食動物の接近などで危険を感じると、時々大きな跳躍を交えながら走って逃げる。成獣の走行速度は時速60キロメートルに達し、跳躍は高さ3メートル、幅10メートルに達する。
食性は植物食であり、主に草を食べる。ただし、木の枝、葉、花、果実なども食べる。
繁殖期になるとオスは縄張りを形成し、数頭のメスとハレムを形成する。繁殖形態は胎生で、その妊娠期間は6ヶ月から7か月程度である。1回に1頭の幼獣を産む。寿命は約12年である。
なお、天敵として上記の肉食性哺乳類以外にもナイルワニなども挙げられ、稀にアフリカニシキヘビにも捕食される場合も有る。さらに、幼獣や亜成獣にとってはカラカルなどの小型の肉食獣や、ヒヒなどの雑食性動物も脅威となる。

## 保全状態評価
- A. m. melampus　ケープインパラ

LEAST CONCERN (IUCN Red List Ver. 3.1 (2001))
- A. m. petersi　アンゴラインパラ

VULNERABLE (IUCN Red List Ver. 3.1 (2001))